# Паикидзе, Давид
Давид Паикидзе (Пайкидзе) (груз. დავით პაიკიძე; род. 4 марта 1962, Зеда-Вани, Имеретия) — советский и грузинский футболист, защитник. Мастер спорта СССР (1982).
Воспитанник футбольной школы г. Вани, тренер А. Николаишвили. В 1980 году — в составе команды второй лиги Локомотив (Самтредиа). С 1981 года — в дубле «Динамо» Тбилиси, с 1982 года в чемпионате СССР провёл 49 игр. Сыграл один матч в Кубке УЕФА 1982/83 — вторую игру 1/32 финала против «Наполи» в гостях (0:1). В середине 1985 года, не сыграв в чемпионате ни одного матча, перешёл в «Торпедо» Кутаиси, где за полтора сезона провёл 30 игр в высшей лиге. В 1987—1988 годах играл в чемпионате грузинской ССР за «Сулори» Вани. 1989 год провёл в первой лиге в составе «Торпедо» Кутаиси, следующий сезон — уже в чемпионате Грузии (команда была переименована в «Кутаиси»). Играл в чемпионате также за «Сулори» (1991—1991/92), «Кахети» Телави (1991/92, 1992/93). В 1992 году выступал в Исландии.
17 марта 1982 провёл товарищеский матч в составе молодёжной сборной СССР против сверстников из Венгрии (0:1).